# Chillán
Chillán é uma comuna da província de Diguillín, localizada numa região vulcânica da Região de Ñuble, Chile. Possui área de 511,2 km² e 184 739 habitantes (2017).
Dista 400 km de Santiago.

## Turismo
Chillán é uma estação de esqui, cujas pistas descem do vulcão Chillán em direção aos bosques. 
Alguns hotéis da cidade dispõem de piscinas de águas termais aquecidas por um vulcão inativo à temperatura média entre 36 °C a 38 °C. 